# Residencia de Charlie Parker
La Residencia de Charlie Parker  es un edificio de apartamentos histórico ubicado en Nueva York, Nueva York. La Residencia de Charlie Parker se encuentra inscrita en el Registro Nacional de Lugares Históricos desde el 7 de abril de 1994.  

## Ubicación
La Residencia de Charlie Parker se encuentra dentro del condado de Nueva York en las coordenadas 40°43′36″N 73°58′50″O / 40.726667, -73.980556.